# Tribunal Superior de Justícia d'Extremadura
El Tribunal Superior de Justícia d'Extremadura (en castellà: Tribunal Superior de Justicia de Extremadura, abreviat TSJC) és el màxim òrgan del poder judicial en la comunitat autònoma d'Extremadura. Té la seva seu a Càceres.

## Sales
L'alt tribunal càntabre està integrat per tres sales amb jurisdicció a l'àmbit autonòmic:
- Sala Civil i Penal
- Sala Contenciosa Administrativa
- Sala Social

## Presidència
El president del TSJ és nomenat pel rei d'Espanya per a un període de 5 anys a proposta del Consell General del Poder Judicial.

### Llista de presidents
Informació actualitzada per un bot. Els canvis manuals es perdran quan s'actualitzi!
| Imatge | Titular                      | Des de | Fins a | Duració (en anys) | Gènere  | Lloc de naixement        |
| ------ | ---------------------------- | ------ | ------ | ----------------- | ------- | ------------------------ |
|        | Ángel Juanes Peces           | (1994) | (2003) | 8–9               | masculí | San Pablo de los Montes  |
|        | María Félix Tena Aragón      | (2020) |        |                   | femení  | Monterrubio de la Serena |
|        | Julio Márquez de Prado Pérez | (2004) | (2020) | 15–16             | masculí | Badajoz                  |
|        | Jesús González Jubete        | (1989) | (1994) | 4–5               | masculí | Saldanya                 |